# Troféu ACEESP
Troféu ACEESP (Associação dos Cronistas Esportivos do Estado de São Paulo) é um reconhecimento da própria categoria aos jornalistas esportivos e aos veículos de comunicação que mais se destacaram em suas áreas específicas na cobertura diária do esporte no Brasil e no mundo ao longo do ano.
Em 2023, chegou à sua 40ª edição.

## Premiados

### Por ano
|      | Narrador(a) de TV                                        | Comentarista de TV                                           | Repórter de TV                                           | Apresentador(a) de TV                            | Narrador(a) de Rádio          | Comentarista de Rádio | Repórter de Rádio                                    | Apresentador(a) de Rádio | Veículo de Mídia Digital / Online | Profissional de Mídia Digital / Online | Colunista de Mídia Escrita (Impressa ou Digital)                | Troféu Regiani Ritter | Troféu Ely Coimbra      | Homenageados / Honra ao Mérito (50 anos de carreira)                  | Revelação                                                          | Ref.                        |
| ---- | -------------------------------------------------------- | ------------------------------------------------------------ | -------------------------------------------------------- | ------------------------------------------------ | ----------------------------- | --------------------- | ---------------------------------------------------- | ------------------------ | --------------------------------- | -------------------------------------- | --------------------------------------------------------------- | --------------------- | ----------------------- | --------------------------------------------------------------------- | ------------------------------------------------------------------ | --------------------------- |
| 1994 | Luciano do Valle                                         | Juarez Soares                                                | Eli Coimbra                                              | -                                                | José Silvério                 | Dalmo Pessoa          | Wanderley Nogueira                                   | Milton Neves             | -                                 | -                                      | Sérgio Baklanos (repórter) / Roberto Benevides (colunista)      | -                     | -                       | -                                                                     | -                                                                  | [ 2 ]                       |
| 1995 | Galvão Bueno                                             | Juarez Soares / Tostão                                       | Octávio Muniz                                            | -                                                | José Silvério                 | Flávio Prado          | Wanderley Nogueira                                   | Milton Neves             | -                                 | -                                      | Sérgio Baklanos (repórter) / Sérgio Carvalho (colunista)        | -                     | -                       | -                                                                     | -                                                                  | [ 3 ]                       |
| 1996 | Galvão Bueno                                             | -                                                            | -                                                        | -                                                | Dirceu Maravilha              | -                     | -                                                    | -                        | -                                 | -                                      | Juca Kfouri (Jornal/Revista)                                    | -                     | -                       | -                                                                     | Nivaldo Prieto / Maércio Ramos / Milton Neves                      | [ 4 ]                       |
| 1997 | -                                                        | -                                                            | -                                                        | Flávio Prado                                     | -                             | -                     | -                                                    | Milton Neves             | -                                 | -                                      | Dalmo Pessoa (Jornal)                                           | -                     | -                       | -                                                                     | Pedro Bassan / Cristiano Blota / Thaís Arruda                      | [ 5 ]                       |
| 1998 | Cléber Machado                                           | -                                                            | -                                                        | -                                                | -                             | -                     | -                                                    | -                        | -                                 | -                                      | -                                                               | -                     | Wanderley Nogueira      | -                                                                     | Luís Roberto de Múcio / Thomaz Rafael / Arnaldo Ribeiro            | [ 6 ]                       |
| 1999 | Galvão Bueno                                             | -                                                            | -                                                        | -                                                | -                             | -                     | -                                                    | -                        | -                                 | -                                      | -                                                               | -                     | Roberto Carmona         | -                                                                     | Abel Neto / Paulo Calçade / Afriana Ottoni                         | [ 7 ]                       |
| 2000 | -                                                        | -                                                            | -                                                        | -                                                | -                             | -                     | -                                                    | -                        | -                                 | -                                      | -                                                               | -                     | -                       | -                                                                     | Janaína Xavier / André Henning / Eduardo Maluf                     | [ 8 ]                       |
| 2001 | Milton Leite                                             | Walter Casagrande                                            | Mauro Naves                                              | Milton Neves                                     | José Silvério                 | Paulo Calçade         | Luís Carlos Quartarollo                              | Ricardo Capriotti        | NetGol                            | -                                      | Cosme Rímoli (repórter) / Alberto Helena Jr. (colunista)        | -                     | Geraldo Blota           | Joseval Peixoto                                                       | Márcio de Castro / Tiago Bizaoli / Everaldo Marques / Marília Ruiz | [ 9 ]                       |
| 2002 | Galvão Bueno                                             | Paulo Calçade                                                | Mauro Naves                                              | Milton Neves                                     | José Silvério                 | Paulo Roberto Martins | Leandro Quesada                                      | Milton Neves             | Gazeta Esportiva.net              | -                                      | Robson Morelli (repórter) / Mauro Beting (colunista)            | -                     | Carlos Eduardo Leite    | Fiori Gilgiotti                                                       | Fábio Lucas Neves / Sérgio Patrick / Marcelo Rosenberg             | [ 10 ]                      |
| 2003 | Galvão Bueno / Luciano do Valle                          | Walter Casagrande                                            | Fernando Fernandes                                       | Milton Neves                                     | José Silvério                 | Flávio Prado          | Luís Carlos Quartarollo                              | Wanderley Nogueira       | Pele.net                          | -                                      | Marcelo Rozemberg (repórter) / Mauro Beting (colunista)         | -                     | Roberto Carmona         | -                                                                     | -                                                                  | [ 11 ]                      |
| 2004 | Cléber Machado                                           | Paulo Calçade                                                | Pedro Bassan                                             | Milton Neves                                     | José Silvério                 | Mauro Beting          | Wanderley Nogueira                                   | Milton Neves             | Gazeta Esportiva.net              | -                                      | José Eduardo Savóia (repórter) / Alberto Helena Jr. (colunista) | -                     | Sérgio Carvalho         | Benedito Ruy Barbosa / Boris Casoy / Joelmir Beting / Fiori Gilgiotti | -                                                                  | [ 12 ]                      |
| 2005 | Cléber Machado                                           | Mauricio Noriega                                             | Mauro Naves                                              | Milton Neves                                     | José Silvério                 | Mauro Beting          | Wanderley Nogueira                                   | Milton Neves             | Gazeta Esportiva.net              | -                                      | Cosme Rímoli (repórter) / Alberto Helena Jr. (colunista)        | -                     | -                       | -                                                                     | -                                                                  | [ 13 ]                      |
| 2006 | Cléber Machado                                           | Mauricio Noriega / Paulo Calçade / Mauro Beting              | Mauro Naves                                              | Milton Neves                                     | José Silvério                 | Mauro Beting          | Luís Carlos Quartarollo                              | Milton Neves             | Gazeta Esportiva.net              | -                                      | Cosme Rímoli (repórter) / Alberto Helena Jr. (colunista)        | -                     | -                       | -                                                                     | -                                                                  | [ 14 ]                      |
| 2007 | Cléber Machado                                           | Mauricio Noriega                                             | Mauro Naves                                              | Milton Neves                                     | José Silvério                 | Mauro Beting          | Wanderley Nogueira                                   | Milton Neves             | Gazeta Esportiva.net              | -                                      | Cosme Rímoli (repórter) / Alberto Helena Jr. (colunista)        | -                     | Roberto Avallone        | Fiori Gilgiotti                                                       | -                                                                  | [ 15 ]                      |
| 2008 | Cléber Machado / Milton Leite (TV por Assinatura)        | Reginaldo Leme / Paulo Vinícius Coelho (TV por Assinatura)   | Mauro Naves /André Plihal (TV por Assinatura)            | Flávio Prado /Paulo Soares (TV por Assinatura)   | José Silvério                 | Mauro Beting          | Wanderley Nogueira                                   | Milton Neves             | Gazeta Esportiva.net              | -                                      | Cosme Rímoli (repórter) / Juca Kfouri(colunista)                | -                     | Roberto Avallone        | Fiori Gilgiotti                                                       | Bruno Prado                                                        | [ 19 ]                      |
| 2009 | Cléber Machado / Milton Leite (TV por Assinatura)        | Bruno Prado / Paulo Vinícius Coelho (TV por Assinatura)      | Fernando Fernandes / Carlos Cereto (TV por Assinatura)   | Renata Fan / Paulo Soares (TV por Assinatura)    | José Silvério                 | Mauro Beting          | Marcello Lima                                        | Milton Neves             | Globo Esporte.com                 | -                                      | Thiago Salata (repórter) / Juca Kfouri (colunista)              | -                     | Juarez Soares           | -                                                                     | Tiago Leifert                                                      | [ 20 ]                      |
| 2010 | Cléber Machado / Milton Leite (TV por Assinatura)        | Mauro Beting / Mauricio Noriega (TV por Assinatura)          | Fernando Fernandes / Carlos Cereto (TV por Assinatura)   | Tiago Leifert / Paulo Soares (TV por Assinatura) | José Silvério                 | Osvaldo Paschoal      | Wanderley Nogueira                                   | Milton Neves             | Globo Esporte.com                 | -                                      | Fabio Seixas (repórter) / Juca Kfouri (colunista)               | Regiani Ritter        | Silvio Luiz             | Antonio Augusto Amaral de Carvalho                                    | Natalie Gedra                                                      | [ 22 ] [ 23 ]               |
| 2011 | Cléber Machado / Milton Leite (TV por Assinatura)        | Mauro Beting / Mauricio Noriega (TV por Assinatura)          | Mauro Naves / André Plihal (TV por Assinatura)           | Tiago Leifert / Paulo Soares (TV por Assinatura) | Oscar Ulisses                 | Mauro Beting          | Eduardo Affonso                                      | Flávio Gomes             | Globo Esporte.com                 | -                                      | Juca Kfouri (jornal impresso e blog)                            | Kitty Balieiro        | Dalmo Pessoa            | -                                                                     | Barbara Tellini                                                    | [ 26 ] [ 27 ]               |
| 2012 | Milton Leite (TV Aberta e por Assinatura)                | Mauro Beting / Paulo Vinicus Coelho (TV por Assinatura)      | Mauro Naves / André Plihal (TV por Assinatura)           | Tiago Leifert / Paulo Soares (TV por Assinatura) | Ulisses Costa                 | Mauro Beting          | Eduardo Affonso                                      | Flávio Gomes             | Globo Esporte.com                 | -                                      | Juca Kfouri (jornal impresso e blog)                            | Abigail Costa         | Jota Júnior             | Luciano do Valle / Lucas Neto / Henrique Nicolini                     | Alex Müller                                                        | [ 28 ]                      |
| 2013 | Milton Leite (TV Aberta e por Assinatura)                | Mauro Beting / Paulo Vinicus Coelho (TV por Assinatura)      | Mauro Naves / Felipe Diniz (TV por Assinatura)           | Tiago Leifert / Paulo Soares (TV por Assinatura) | Oscar Ulisses                 | Mauro Beting          | Alexandre Praetzel                                   | Ricardo Capriotti        | Globo Esporte.com                 | -                                      | Juca Kfouri (jornal impresso e blog)                            |                       |                         | Roberto Carmona / Fernando Solera / Cláudio Carsughi                  | Ana Thais Matos                                                    | [ 30 ] [ 31 ] [ 32 ] [ 33 ] |
| 2014 | Milton Leite                                             | Paulo Vinicius Coelho                                        | Mauro Naves                                              | João Carlos Albuquerque                          | Ulisses Costa                 | Cláudio Zaidan        | Alexandre Praetzel                                   | Ricardo Capriotti        | Globo Esporte.com                 | -                                      | Paulo Vinicius Coelho (jornal impresso) / Flávio Gomes (blog)   | -                     | -                       | -                                                                     | -                                                                  | [ 34 ]                      |
| 2015 | Luís Roberto de Múcio / Milton Leite (TV por Assinatura) | Paulo Roberto Martins / Mauricio Noriega (TV por Assinatura) | Fernando Fernandes / Joanna de Assis (TV por Assinatura) | Renata Fan / Benjamin Back (TV por Assinatura)   | Ulisses Costa                 | Cláudio Zaidan        | Ademir Quintino                                      | Ricardo Capriotti        | Globo Esporte.com                 | -                                      | Ademir Quintino / Luis Augusto Símon                            | Wania Westphal        | Vital Battaglia         | Elio Claudino / Sergio Carvalho / José Trajano                        | -                                                                  |                             |
| 2016 | Luís Roberto de Múcio / Milton Leite (TV por Assinatura) | Reginaldo Leme / Alexandre Oliveira (TV por Assinatura)      | Mauro Naves / Eduardo de Menezes (TV por Assinatura)     | Renata Fan / Benjamin Back (TV por Assinatura)   | Paulo Sodate                  | Cláudio Zaidan        | Lucas Basilio                                        | Don Roberto Costa        | Globo Esporte.com                 | -                                      | Ademir Quintino                                                 | Camila Mattoso        | Osmar Santos            | Edgard Alves Rodrigues / Juarez Soares / Vanthier Mantovanellli       | -                                                                  | [ 35 ]                      |
| 2017 | Everaldo Marques                                         | Paulo Vinícius Coelho                                        | André Hernan                                             | Paulo Soares                                     | Ulisses Costa                 | Cláudio Zaidan        | Gustavo Zupak                                        | Ricardo Capriotti        | Globo Esporte.com                 | -                                      | Luis Augusto Símon                                              | Helô Campanholo       | Wanderlei Ribeiro       | Luiz Carlos Fabrini / Jurandir Martins / Jovassi Correia              | -                                                                  | [ 36 ]                      |
| 2018 | Gustavo Villani                                          | Mauro Cezar Pereira                                          | André Hernan                                             | Ivan Moré / Renata Fan                           | Ulisses Costa                 | Cláudio Zaidan        | Marco Bello                                          | Ricardo Capriotti        | Globo Esporte.com                 | -                                      | Luis Augusto Símon                                              | Elys Marina           | José Paulo de Andrade   | Lucas Neto / Alfredo Orlando Enz / Wilson Silveira Luiz / Walter Dias | -                                                                  | [ 37 ]                      |
| 2019 | Gustavo Villani                                          | Mauro Cezar Pereira                                          | André Hernan                                             | Paulo Soares                                     | Oscar Ulisses                 | Cláudio Zaidan        | Ivan Drago                                           | Ricardo Capriotti        | Globo Esporte.com                 | -                                      | Luis Augusto Símon                                              | Denise Mirás          | Marco Aurélio Souza     | Paulo Edson / Annibal Ferreira da Fonseca                             | -                                                                  | [ 38 ] [ 39 ]               |
| 2020 | Everaldo Marques                                         | Alexandre Lozetti / Ana Thaís Matos                          | André Hernan                                             | Renata Fan                                       | Oscar Ulisses                 | Cláudio Zaidan        | Ivan Drago                                           | Ricardo Capriotti        | UOL Esporte                       | -                                      | Luis Augusto Símon                                              | Lia Benthien          | Luiz Ceará              | Programa Parada dos Esportes                                          | -                                                                  | [ 40 ]                      |
| 2021 | Everaldo Marques                                         | Paulo Vinícius Coelho                                        | André Hernan                                             | Renata Fan                                       | Oscar Ulisses / Ulisses Costa | Cláudio Zaidan        | Ivan Drago / João Paulo Cappellanes / Vinicius Bueno | Ricardo Capriotti        | UOL Esporte                       | -                                      | Luis Augusto Símon                                              | Luciana Mariano       | Henrique Guilherme      | Léo Batista / Mário Albanese / Sérgio Barbalho                        | -                                                                  | [ 41 ]                      |
| 2022 | Everaldo Marques                                         | Ana Thaís Matos                                              | André Hernan                                             | Luiz Teixeira / Renata Fan                       | Marcelo do Ó                  | Cláudio Zaidan        | Rafael Esgrilis                                      | Thomaz Rafael            | UOL Esporte                       | César Tavares                          | Luis Augusto Símon                                              | Simone Melo           | Luís Carlos Quartarollo | Jota Júnior / José Eduardo Savóia / José Desidério                    | -                                                                  | [ 43 ]                      |
| 2023 | Everaldo Marques                                         | Alexandre Lozetti                                            | Eduardo Affonso                                          | André Rizek                                      | Oscar Ulisses                 | Cláudio Zaidan        | Rafael Esgrilis                                      | Roberto Lioi             | UOL Esporte / Voz do Esporte      | César Tavares                          | Paulo Vinícius Coelho                                           | Silvia Vinhas         | Márcio Canuto           | Edgard de Oliveira Barros / José Maria de Aquino / Joseval Peixoto    | -                                                                  | [ 1 ]                       |
| 2024 | Everaldo Marques                                         | Alexandre Lozetti                                            | Eduardo Affonso                                          | Renata Fan                                       | Oscar Ulisses                 | Raphael Prates        | Alinne Fanelli                                       | João Paulo Cappellanes   | UOL Esporte                       | André Hernan                           | Paulo Vinícius Coelho                                           | Marília Ruiz          | Pedro Bassan            | Waldo Braga / Júlio Deslbosque                                        | -                                                                  | [ 45 ]                      |

|      | Rádio do Interior | TV do Interior                | Jornal/Site do Interior                                                               | Rádio do Litoral        | TV do Litoral | Jornal/Site do Litoral | Ex-Atletas                      | Assessoria de Imprensa                  | Ref.          |
| ---- | --- | ----------------------------- | ------------------------------------------------------------------------------------- | ----------------------- | ------------- | ---------------------- | ------------------------------- | --------------------------------------- | ------------- |
| 2004 | - | EPTV Campinas                 | Diário do Grande ABC                                                                  | Rádio Cultura de Santos | -             | -                      | -                               | -                                       | [ 12 ]        |
| 2005 | Rádio Bandeirantes Campinas                                                                                            | EPTV Campinas                 | Diário do Grande ABC                                                                  | -                       | -             | -                      | -                               | -                                       | [ 13 ]        |
| 2006 | Rádio Bandeirantes Campinas                                                                                            | EPTV Campinas                 | Diário do Grande ABC                                                                  | -                       | -             | -                      | -                               | -                                       | [ 14 ]        |
| 2007 | Rádio Bandeirantes Campinas                                                                                            | EPTV Campinas                 | Diário do Grande ABC                                                                  | -                       | -             | -                      | -                               | -                                       | [ 15 ]        |
| 2008 | Rádio Central de Campinas                                                                                              | EPTV Campinas                 | Correio Popular                                                                       | -                       | -             | -                      | -                               | -                                       | [ 19 ]        |
| 2009 | Rádio Bandeirantes Campinas                                                                                            | Band Campinas                 | Correio Popular                                                                       | -                       | -             | -                      | -                               | -                                       | [ 20 ]        |
| 2010 | Rádio Bandeirantes Campinas                                                                                            | EPTV Campinas                 | Correio Popular                                                                       | -                       | -             | -                      | -                               | -                                       | [ 22 ] [ 23 ] |
| 2011 | Rádio Central de Campinas                                                                                              | Band Campinas                 | Correio Popular                                                                       | -                       | -             | -                      | Caio Ribeiro                    | São Paulo FC                            | [ 26 ] [ 27 ] |
| 2012 | Rádio Central de Campinas                                                                                              | EPTV Campinas                 | Correio Popular                                                                       | -                       | -             | -                      | Caio Ribeiro                    | SE Palmeiras                            | [ 28 ]        |
| 2013 | Rádio Bandeirantes Campinas                                                                                            | EPTV Campinas                 | -                                                                                     | -                       | -             | A Tribuna de Santos    | Caio Ribeiro                    | Juca Pacheco (São Paulo FC)             | [ 33 ]        |
| 2014 | - | TV Tem Sorocaba               | -                                                                                     | -                       | -             | -                      | Caio Ribeiro                    | Felipe Espíndola (São Paulo FC)         | [ 34 ]        |
| 2015 | Rádio Central de Campinas                                                                                              | -                             | -                                                                                     | -                       | TV Tribuna    | A Tribuna de Santos    | Caio Ribeiro                    | Jairo Giovenardi (Basquete Osasco)      |               |
| 2016 | Rádio Bandeirantes Campinas                                                                                            | -                             | -                                                                                     | -                       | TV Tribuna    | A Tribuna de Santos    | Caio Ribeiro                    | Jairo Giovenardi (Basquete Osasco)      | [ 35 ]        |
| 2017 | Rádio Bandeirantes Campinas                                                                                            | EPTV Campinas                 | -                                                                                     | -                       | -             | A Tribuna de Santos    | Caio Ribeiro                    | -                                       | [ 36 ]        |
| 2018 | Rádio Bandeirantes Campinas                                                                                            | EPTV Campinas                 | Correio Popular                                                                       | -                       | -             | -                      | Caio Ribeiro                    | -                                       | [ 37 ]        |
| 2019 | Rádio Bandeirantes Campinas                                                                                            | EPTV Ribeirão / Band Campinas | -                                                                                     | -                       | -             | A Tribuna de Santos    | Caio Ribeiro                    | Vinicios Oliveira (Santos FC)           | [ 38 ] [ 39 ] |
| 2020 | Rádio CBN Campinas / Rádio Central de Campinas / Thati FM de Ribeirão Preto / Rádio Futebol Total de Bragança Paulista | -                             | -                                                                                     | -                       | TV Tribuna    | A Tribuna de Santos    | Pedrinho                        | Don Roberto Costa (Portuguesa)          | [ 40 ]        |
| 2021 | Thathi FM de Ribeirão Preto                                                                                            | -                             | -                                                                                     | -                       | TV Tribuna    | A Tribuna de Santos    | Pedrinho                        | Felipe Espíndola (São Paulo FC)         | [ 41 ]        |
| 2022 | Rádio CBN (Ribeirão Preto)                                                                                             | EPTV Ribeirão                 | Correio Popular / Diário do Grande ABC / Jornal de Piracicaba / O Liberal (Americana) | Rádio Caraguá FM        | TV Tribuna    | A Tribuna de Santos    | Pedrinho                        | Vinicios Oliveira (Red Bull Bragantino) | [ 43 ]        |
| 2023 | Rádio CBN (Ribeirão Preto)                                                                                             | EPTV Ribeirão                 | A Cidade ON Ribeirão Preto                                                            | Rádio Caraguá FM        | TV Tribuna    | A Tribuna de Santos    | Richarlyson / Neto / Casagrande | Felipe Espíndola (São Paulo FC)         | [ 1 ]         |
| 2024 | Rádio CBN (Ribeirão Preto)                                                                                             | EPTV Ribeirão / Thathi TV     | A Cidade ON Ribeirão Preto                                                            | Rádio Caraguá FM        | TV Tribuna    | A Tribuna de Santos    | Neto                            | Felipe Espíndola (São Paulo FC)         | [ 45 ]        |

### Hall dos Notáveis
Integram o Hall dos Notáveis do Troféu ACEESP os jornalistas e veículos que chegaram à conquista do Troféu em 10 ocasiões.

#### Jornalistas[1]
- Cláudio Zaidan
- Cléber Machado[28]
- José Silvério[52]
- Juca Kfouri
- Mauro Betting
- Mauro Naves
- Milton Leite[53]
- Milton Neves
- Ricardo Capriotti[41]
- Wanderley Nogueira

#### Veículos de Comunicação[1]
- EPTV Campinas[46]
- GE.Com
- Rádio Bandeirantes Campinas